# Rock Falls (Illinois)
Rock Falls je grad u američkoj saveznoj državi Ilinois. Prema popisu stanovništva iz 2010. u njemu je živjelo 9.266 stanovnika.